# Бонво (Лоар и Шер)
Бонво (фр. Bonneveau) насеље је и општина у централној Француској у региону Центар (регион), у департману Лоар и Шер која припада префектури Вандом.
По подацима из 2011. године у општини је живело 498 становника, а густина насељености је износила 45,48 становника/km². Општина се простире на површини од 10,95 km². Налази се на средњој надморској висини од 133 метара (максималној 154 m, а минималној 65 m).

## Демографија
| 1962. | 1968. | 1975. | 1982. | 1990. | 1999. | 2011. |
| ----- | ----- | ----- | ----- | ----- | ----- | ----- |
| 383   | 387   | 352   | 486   | 519   | 466   | 498   |

График промене броја становника у току последњих година